# Wellington (Utah)
Wellington és una població dels Estats Units a l'estat de Utah. Segons el cens del 2000 tenia 1.666 habitants.

## Demografia
Segons el cens del 2000, Wellington tenia 1.666 habitants, 576 habitatges, i 459 famílies. La densitat de població era de 182,7 habitants per km².
Dels 576 habitatges en un 47,2% hi vivien nens de menys de 18 anys, en un 62,3% hi vivien parelles casades, en un 13% dones solteres, i en un 20,3% no eren unitats familiars. En el 17,9% dels habitatges hi vivien persones soles el 6,9% de les quals corresponia a persones de 65 anys o més que vivien soles. El nombre mitjà de persones vivint en cada habitatge era de 2,89 i el nombre mitjà de persones que vivien en cada família era de 3,27.
Per edats la població es repartia de la següent manera: un 33,3% tenia menys de 18 anys, un 13,1% entre 18 i 24, un 25,1% entre 25 i 44, un 19,9% de 45 a 60 i un 8,7% 65 anys o més.
L'edat mediana era de 28 anys. Per cada 100 dones de 18 o més anys hi havia 91,4 homes.
La renda mediana per habitatge era de 36.979 $ i la renda mediana per família de 40.521 $. Els homes tenien una renda mediana de 41.053 $ mentre que les dones 17.167 $. La renda per capita de la població era de 14.721 $. Entorn del 10,7% de les famílies i el 14,7% de la població estaven per davall del llindar de pobresa.

## Poblacions més properes
El següent diagrama mostra les poblacions més properes.